# Mars Audiac Quintet
Mars Audiac Quintet es un álbum de estudio de la banda inglesa de rock Stereolab, editado durante el año 1994. El álbum se destacaba por tener un sonido más "pop" que los anteriores lanzamientos del grupo, por lo que muchos críticos lo consideran el álbum más accesible del grupo.

## Características
Mars Audiac Quintet se destacó por tener el single "Ping Pong", una canción con ritmo de bossa nova que recibió atención en los medios por sus explícitas letras Marxistas.
Durante la grabación de este álbum, el guitarrista Sean O'Hagan dejó el grupo para fundar su propia banda (High Llamas), aunque contribuyó ocasionalmente en algunos álbumes posteriores de Stereolab; y la teclista Katharine Gifford se unió a la banda.

## Lista de temas
Todas las canciones fueron escritas por Laetitia Sadier y Tim Gane, excepto "Fiery Yellow" (Sean O'Hagan)
1. "Three Dee Melodie" – 5:02
2. "Wow and Flutter" – 3:08
3. "Transona Five" – 5:32
4. "Des Étoiles Électroniques" – 3:20
5. "Ping Pong" – 3:02
6. "Anamorphose" – 7:33
7. "Three Longers Later" – 3:28
8. "Nihilist Assault Group" – 6:55
9. "International Colouring Contest" – 3:47
10. "The Stars Our Destination" – 2:58
11. "Transporté Sans Bouger" – 4:20
12. "L'Enfer des Formes" – 3:53
13. "Outer Accelerator" – 5:21
14. "New Orthophony" – 4:34
15. "Fiery Yellow" – 4:04